# Амія
Амія (Amia) — рід променеперих риб, пов’язаних із гарами інфракласу Holostei. Вони вважаються таксономічними реліктами, будучи єдиним вцілілим родом ряду Amiiformes і клади Halecomorphi, яка датується тріасовим періодом до еоцену і зберігається до теперішнього часу. У Амії є два живі види, Amia calva і Amia ocellicauda, а також кілька вимерлих видів, які були описані на основі скам'янілостей.